# Tiliqua
A Tiliqua a hüllők (Reptilia) osztályának pikkelyes hüllők (Squamata) rendjébe, ezen belül a vakondgyíkfélék (Scincidae) családjába tartozó nem.

## Rendszerezés
A nembe az alábbi 7-8 faj tartozik:
- Tiliqua adelaidensis (Peters, 1863)
- óriás kéknyelvűszkink (Tiliqua gigas) (Schneider, 1801)
- Tiliqua multifasciata Sternfeld, 1919
- Tiliqua nigrolutea (Quoy & Gaimard, 1824)
- Tiliqua occipitalis (Peters, 1863)
- kurtafarkú szkink (Tiliqua rugosa) (J. E. Gray, 1825)
- ausztrál kéknyelvűszkink (Tiliqua scincoides) (White, 1790)
- Tiliqua sp. - még nincs hivatalosan megnevezve; az idetartozása vitatott

### Fordítás
- Ez a szócikk részben vagy egészben  a   Blue-tongued skink című angol Wikipédia-szócikk ezen változatának fordításán alapul.  Az eredeti cikk szerkesztőit annak laptörténete sorolja fel. Ez a jelzés csupán a megfogalmazás eredetét és a szerzői jogokat jelzi, nem szolgál a cikkben szereplő információk forrásmegjelöléseként.